# Chailey
Chailey – wieś w Anglii, w hrabstwie East Sussex, w dystrykcie Lewes. Leży 62 km na południe od Londynu. W 2007 miejscowość liczyła 2728 mieszkańców.